# Atetz
Atetz en basque, (Atez en espagnol) est un village et une municipalité de la Communauté forale de Navarre, dans le Nord de l'Espagne.
La municipalité est composée de six villages : Aroztegi-Aróstegui, Beuntza-Beunza, Beratsain-Berasáin, Eguarats, Eritzegoiti-Erice et Ziganda-Ciganda, ainsi que de cinq hameaux : Amalain-Amaláin (qui a été une commune jusqu'au recensement de 1857), Beuntzalarrea-Beunza-Larrea, Egillor-Eguíllor, Hiriberri-Iriberri et Labaso.
Elle se situe dans la mérindade de Pampelune. Elle est située dans la zone bascophone, où le basque n’a pas de statut officiel sauf dans les administrations publiques. Le secrétaire de mairie est aussi celui de Juslapeña.

## Démographie
| Évolution démographique                              | Évolution démographique | Évolution démographique | Évolution démographique | Évolution démographique | Évolution démographique | Évolution démographique | Évolution démographique | Évolution démographique | Évolution démographique | Évolution démographique |
| 1996                                                 | 1998                    | 1999                    | 2000                    | 2001                    | 2002                    | 2003                    | 2004                    | 2005                    | 2006                    | 2007                    |
| ---------------------------------------------------- | ----------------------- | ----------------------- | ----------------------- | ----------------------- | ----------------------- | ----------------------- | ----------------------- | ----------------------- | ----------------------- | ----------------------- |
| 213                                                  | 208                     | 214                     | 207                     | 221                     | 222                     | 230                     | 230                     | 236                     | 246                     | 245                     |
| Sources: Atez et instituto de estadística de navarra |                         |                         |                         |                         |                         |                         |                         |                         |                         |                         |

### Sources
- (es) Cet article est partiellement ou en totalité issu de l’article de Wikipédia en espagnol intitulé « Atez » (voir la liste des auteurs).